# Lega Nazionale C (hockey su pista)
La Lega Nazionale C è l'ultima divisione su una scala di tre del campionato svizzero maschile di hockey su pista.

## Storia

### Denominazioni
- 1999-2005: Prima Lega
- dal 2005: Lega Nazionale C

## Partecipanti stagione 2015-2016
Division 1
- Ginevra NLC
- Jet Ginevra NLC
- Montreux LNC
- Münsingen Wölfe LNC
- Pully LNC
- Thunerstern LNC

Division 2
- Diessbach NLC
- Uri NLC I
- Uri LNC II
- Vordemwald LNC
- Weil LNC
- Wimmis LNC

## Albo d'oro
- 2011 Genève RHC
- 2010 Genève RHC
- 2009 SC Thunerstern
- 2008 RHC Wimmis
- 2007 Montreux HC II
- 2006 Montreux HC II
- 2005 RSV Weil
- 2004 RHC Dornbirn
- 2003 RHC Uri
- 2002 RHC Münsingen
- 2001 RHC Delémont
- 2000 RSC Uttigen B